# Mirosław Okniński
Mirosław Okniński (ur. 23 lipca 1969 w Toruniu) – polski trener i zawodnik mieszanych sztuk walki (MMA) wagi ciężkiej. Główny trener Poland Top Team. Posiadacz czarnego pasa w brazylijskim jiu-jitsu. Założyciel Profesjonalnej Ligi MMA (PLMMA) oraz Amatorskiej Ligi MMA (ALMMA).

## Początki MMA w Polsce
W 2000 roku założył klub MMA Warszawa. 10 października 2002 roku zorganizował pierwszy oficjalny pojedynek MMA w Polsce (wtedy nazywany Vale tudo) na targach kulturystycznych Body Show w Poznaniu, który osobiście sędziował. W pojedynku zmierzyli się ze sobą Grzegorz Jakubowski i Temistokles Teresiewicz. Po 45 minutach ogłoszono remis. Jest to jak dotąd najdłuższy pojedynek MMA w Polsce.
W 2003 roku Okniński zorganizował pierwszy w Polsce turniej MMA pod nazwą MMA Polska, w którym uczestniczyli m.in. Grzegorz Jakubowski, Maciej Kawulski oraz Łukasz Leś. Przez półtora roku odbyło się siedem edycji tego turnieju, na którym swoje kariery rozpoczynali m.in. mistrzowie KSW: Michał Materla, Antoni Chmielewski oraz Grzegorz Trędowski i Przemysław Mysiala. W 2005 zorganizował galę MMA Sport, która była transmitowana w Polsat Sport. Na gali toczyli pojedynki m.in. Mamed Chalidow, Tomasz Drwal, Krzysztof Kułak, Jędrzej Kubski oraz Łukasz Chlewicki. Jeszcze w tym samym roku w MMA Warszawa odbyły się pierwsze amatorskie walki MMA nazwane Amatorską Ligą MMA, które do dziś są największymi amatorskimi zawodami w Polsce.
W 2007 roku osobiście zadebiutował MMA na gali Pro Fight w Toruniu. Pokonał wtedy przez techniczny nokaut Łukasza Warchoła. W tym samym roku został mistrzem Europy w brazylijskim jiu-jitsu w kat. brązowych pasów, natomiast w 2009 zajął drugie miejsce na mistrzostwach Europy Shooto (amatorska formuła MMA) w kat. +100 kg, ulegając wówczas Michałowi Włodarkowi.
19 marca 2010 został promowany na czarny pas w brazylijskim jiu-jitsu przez Mario Neto.
W 2013 podczas gali rozdania nagród Heraklesy 2012, został wprowadzony do Galerii Sław Polskiego MMA.

## Trener
Jako główny trener Okniński MMA Warszawa trenował m.in. współzałożyciela organizacji KSW Macieja Kawulskiego, wieloletniego zawodnika KSW i komentatora Łukasza Jurkowskiego, złotego medalistę igrzysk olimpijskich w judo Pawła Nastulę, zawodnika UFC Krzysztofa Jotko, strongmana Mariusza Pudzianowskiego oraz boksera Marcina Najmana.
W 2014 przemianował nazwę klubu na Poland Top Team, która nawiązuje nazwą do największych klubów MMA na świecie, czyli American Top Team oraz Brasilian Top Team.

## Profesjonalna Liga MMA
W 2012 roku założył Profesjonalną Ligę MMA (PLMMA). Organizacja ma na celu promocję wyróżniających się zawodników, którzy startowali m.in. na zawodach Amatorskiej Ligi MMA oraz mniej doświadczonych zawodników. W ciągu pierwszego roku działalności odbyła się rekordowa ilość 10 gal. Do tej pory zorganizowano prawie 50 zawodowych gal.

## Profesjonalny Związek MMA / Polska Federacja MMA

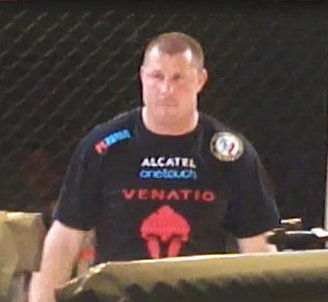
Okniński w koszulce swojej organizacji PLMMA

Również w 2012 roku powołał do życia pierwszy w Polsce Profesjonalny Związek MMA (PZMMA), w którym do 2014 roku zasiadał w zarządzie wspólnie z Andrzejem Parzęckim i Sławomirem Cypelem. W 2014 założył Polską Federację MMA (PLMMA). 24 kwietnia 2014 PLMMA zostało członkiem Międzynarodowej Federacji MMA International Mixed Martial Arts Federation.

## Amateur Fighting Championship
W sierpniu 2015, powołał do życia, nową organizację Amateur Fighting Championship (AFC), która ma za zadanie promować pojedynki w formule amatorskiej, które odbywają się na galach PLMMA. Najlepsi zawodnicy otrzymają szanse na wyjazd na Mistrzostwa Świata IMMAF.

## Wypowiedzi oraz poglądy
Jest znany z kontrowersyjnych wypowiedzi. W 2011 zarzucił Mariuszowi Pudzianowskiemu doping, ponownie wypowiadał się o dopingu w 2012 roku w programie Fun Raport, który był emitowany w Orange Sport. Oficjalnie krytykuje KSW za monopolizację rynku MMA oraz za brak nadzoru antydopingowego na ich galach.

## Życie prywatne
Żonaty z Agnieszką Oknińską. Ma dwóch synów - Adama oraz Aleksandra. Starszy syn, Adam jest profesjonalnym zawodnikiem MMA.

## Lista walk w MMA
Zawodowa:
| Wynik   | Bilans | Przeciwnik     | Rozstrzygnięcie       | Runda | Czas | Rozgrywki   | Data       | Miejsce | Uwagi        |
| ------- | ------ | -------------- | --------------------- | ----- | ---- | ----------- | ---------- | ------- | ------------ |
| Wygrana | 1-0    | Łukasz Warchoł | TKO (ciosy pięściami) | 1     | ?    | Pro Fight 1 | 11.03.2007 | Toruń   | Debiut w MMA |

Amatorska:
| Wynik     | Bilans | Przeciwnik      | Rozstrzygnięcie | Runda | Czas | Rozgrywki                                          | Data       | Miejsce  | Uwagi                                                        |
| --------- | ------ | --------------- | --------------- | ----- | ---- | -------------------------------------------------- | ---------- | -------- | ------------------------------------------------------------ |
| Przegrana | 0-1    | Michał Włodarek |                 | 1     | ?    | Shooto Holland: European Amateur Championship 2009 | 27.06.2009 | Deventer | Walka o mistrzostwo Europy amatorskiego Shooto, kat. +100 kg |